# Craugastor pelorus
Craugastor pelorus is een kikker uit de familie Craugastoridae. De soort werd voor het eerst wetenschappelijk beschreven door Jonathan Atwood Campbell en Jay Mathers Savage in 2000. Oorspronkelijk werd de wetenschappelijke naam Eleutherodactylus pelorus gebruikt.
De soort komt voor in delen van Midden-Amerika en leeft endemisch in Mexico.